# Ulk
Almindelig ulk (Myoxocephalus scorpius) er en fisk, der er almindelig ved Vesterhavet. Ulken kan blive op til 40 centimeter lang, i arktiske egne endda 60 centimeter. Den findes langs kysterne fra Svalbard, Island og Grønland til Vestfrankrig og over Østersøen. Hos os er den meget almindelig i alle farvande. Om sommeren lever den på ganske lavt vand, særlig i ålegræsområdet. Om vinteren noget dybere. Den parrer sig om vinteren og lægger sine rødgule æg i klumper mellem planterne. De små unger lever pelagisk (oppe i vandet), indtil de er 1,5 centimeter lange, resten af tiden lever ulken ved bunden. Den er en meget forslugen og altædende bundfisk, som kan sluge små krabber og bider villigt på kroge, både med og uden madding. Denne næsten altædende fisk gør en del skade ved at fortære megen værdifuld fiskeyngel.
Andre medlemmer af ulkefamilien er de meget giftige stenfisk. Almindelig ulk og langtornet ulk, der også findes i Danmark er ugiftige, men de kraftige pigge på gællelågene kan give smertefulde stik og betændte sår.
Kødet er velsmagende, men den anvendes ikke som spisefisk her til lands. Fiskerne kalder den også "Københavneren" fordi den har en stor mund. Dens fjender er 8-armede blæksprutter og 10-armede blæksprutter.